# Egger Panneaux et Décors
Egger Panneaux et Décors est une filiale de la société autrichienne Egger. Elle produit des panneaux à base de bois (panneaux de particules, placage, mélaminé),.

## Histoire
En 2008, le groupe autrichien Egger fusionne ses deux usines françaises de production, l'une implantée à Rion-des-Landes dans les Landes (acquise en 1994) et l'autre à Rambervillers dans les Vosges (acquise en 2000) pour créer une nouvelle entité qui s'intitule « Egger Panneaux & Décors ». Il s'agit pour le groupe d'atteindre une taille critique et d'améliorer les synergies entre les deux sites. Celui des Landes est choisi pour accueillir le siège social de l'entreprise. La nouvelle structure emploie alors 750 salariés et son chiffre d'affaires est de 230 millions d'euros au sein d'un groupe qui emploie 5.500 salariés répartis sur 16 sites en Europe et réalise un chiffre d'affaires de 1,65 milliard d'euros (2007).

## Sites de production

### Site de Rion-des-Landes
Historiquement connue comme La Cellulose du Pin, l'usine de Rion-des-Landes est acquise par Egger en juillet 1994 et depuis constamment modernisée. Ainsi, entre 2007 et 2009, d'importants investissements sont consentis pour remplacer trois lignes de production de panneaux par une presse en continu, installer une nouvelle presse à mélaminer ainsi qu'une ligne d'imprégnation supplémentaire et une chaudière biomasse qui  valorise les bois inutilisables. En 2010 c'est l'unité de préparation de copeaux de bois qui dose la composition des panneaux qui est modernisée afin d'obtenir la granulométrie optimale des particules. En 2012, pour anticiper la pénurie de bois d'origine locale, l’usine Egger est raccordée au réseau ferroviaire (ligne de Bordeaux-Saint-Jean à Irun).

### Site de Rambervillers
Le site des Vosges est créé en 1974. Dans ce massif qui abrite la deuxième forêt française, la production de panneaux de particules est une activité nouvelle, encouragée par les pouvoirs publics pour compenser les pertes économiques et sociales alors causées par les crises industrielles textile et papetière ainsi que par le retrait de l'armée. L'usine Pannovosges et sa filiale PISA sont acquises par Egger en 2000 pour développer sa clientèle dans l'Est de la France, l'Allemagne, le Bénélux, l'Italie et la Suisse. L'usine compte alors 280 salariés et son chiffre d'affaires (1998) s'établit à 449 millions de francs.Comme à Rion-des-Landes, les investissements pour moderniser l'usine sont importants et réguliers : troisième presse à mélaminer en 2004 puis quatrième en 2012, rénovation intégrale de la presse en continu en 2007, mise en service d'une unité pellets à destination des industriels en 2009, bâtiment supplémentaire de stockage en 2012, nouvelle ligne de fabrication de composants de meubles en 2015,. 
En 2018, la société installe une chaufferie biomasse valorisant les déchets de bois représentant selon son directeur le plus gros investissement depuis l'origine de l'usine. Ce projet permet à la société d'obtenir le trophée de la transition énergétique catégorie « efficacité énergétique » décerné par L'Usine nouvelle,.